# Maja Salomonsson
Maja Karin Salomonsson, född 1980, är en svensk regissör, dramatiker och radioreporter. 

## Biografi
Maja Salomonsson examinerades från Stockholms dramatiska högskolas radiolinje 2011. Sedan dess har hon främst regisserat teater och skapat soundwalks. Hon har även arbetat för Sveriges Radio på program som Sveriges Radio Drama, Kropp & Själ, Funk i P1, Dokumentärredaktionen, Tendens, Studio Ett, Verkligheten, Hej domstol och har haft det egna humorprogrammet Meningen med allt i P3.
Mellan åren 2005 och 2008 var hon med och drev den fria teatergruppen Dramalabbet. Hon började som skådespelare i humorgruppen Teater Rostock, som bland annat gjorde Det andra benet tillsammans med Varanteatern på Mosebacke Etablissement 2005. 
2012 tilldelades hon tidningen Barometerns utmärkelse Gyllende fjädern.

## Arbeten i urval
- Kris på Kulturhuset Stadsteatern Vällingby - manus/regi. 2021
- Love songs på Riksteatern - manus/regi. 2020[2][3]
- Agnes Cecilia på Örebro Länsteater - dramatisering/regi. 2019[4]
- På spaning efter den tid som flytt på Orionteatern - dramatisering/regi. 2019. Nypremiär höst 2020.[5][6][7] Uttagen till Scenkonstbiennalen 2021.[8]
- Vilka är ni? På Ögonblicksteatern - manus/regi. 2018[9][10][11]. Uttagen till Scenkonstbiennalen för barn och unga 2020[12] och till Statens Konstråd projektet Choreographies of the Social[13]
- Hamlet - en monolog där alla dör på Ung scen/öst - dramatisering/regi. 2018
- UFO-podden i P3 på Sveriges Radio Drama - manus. 2017
- Det som är vårt på Örebro Länsteater - regi/scenografi. 2017 [14][15] Föreställningen får Nerikes Allehandas kulturpris 2017 [16]
- Plint – en gympasalsshow på Riksteatern - regi/ljudkoncept. 2016 [17]
- Förslag till framtiden på Teater 23 - manus. 2016 [18]
- Om du blundar ser du mer, interaktiv soundwalkradio för Unga Radioteatern. 2015 [19]
- Mår i stort sett bra på Scenkonst Sörmland - regi. 2014
- Det tredje rummet, ljudkonstverk/soundwalk för Unga Radioteatern - manus, regi och ljudmix. Uppförs i översatt version på House of Sweden i Washington 2013 [20]
- Framför mina tår ligger världen på Regionteatern Blekinge Kronoberg - regi. 2013
- The Mirror of Truth Revealed by Time, ljudkonstverk för Livrustkammaren i utställningen Bilder av Kristina. 2013
- Vårens nyckelord är ångvält på Riksteatern - regi. 2012 [21]
- Om hon var en kille skulle jag vara kär i henne på Ögonblicksteatern - manus och regi tillsammans med skådespelarna. Uttagen till Scenkonstbiennalen för barn och unga 2012 [22]
- Det som inte dödar, dokumentär om Pia Degermark som sändes på Sveriges Radio P1. 2012 [23]
- I love you, bro på Riksteatern - regi. 2011 [24]
- Det ni ser är den färdiga föreställningen, examensarbete från Stockholms dramatiska högskola i samarbete med Dramaten - manus, regi och ljudmix. 2011 [25]